# Franciszek Ksawery Branicki

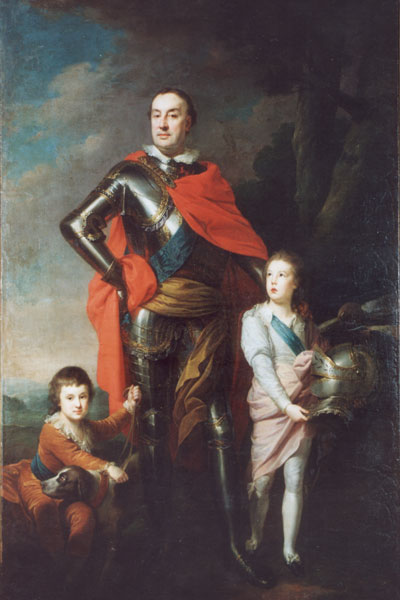
Johann Baptist Lampi der Ältere: Franciszek Ksawery Branicki mit den Söhnen Aleksander und Władysław

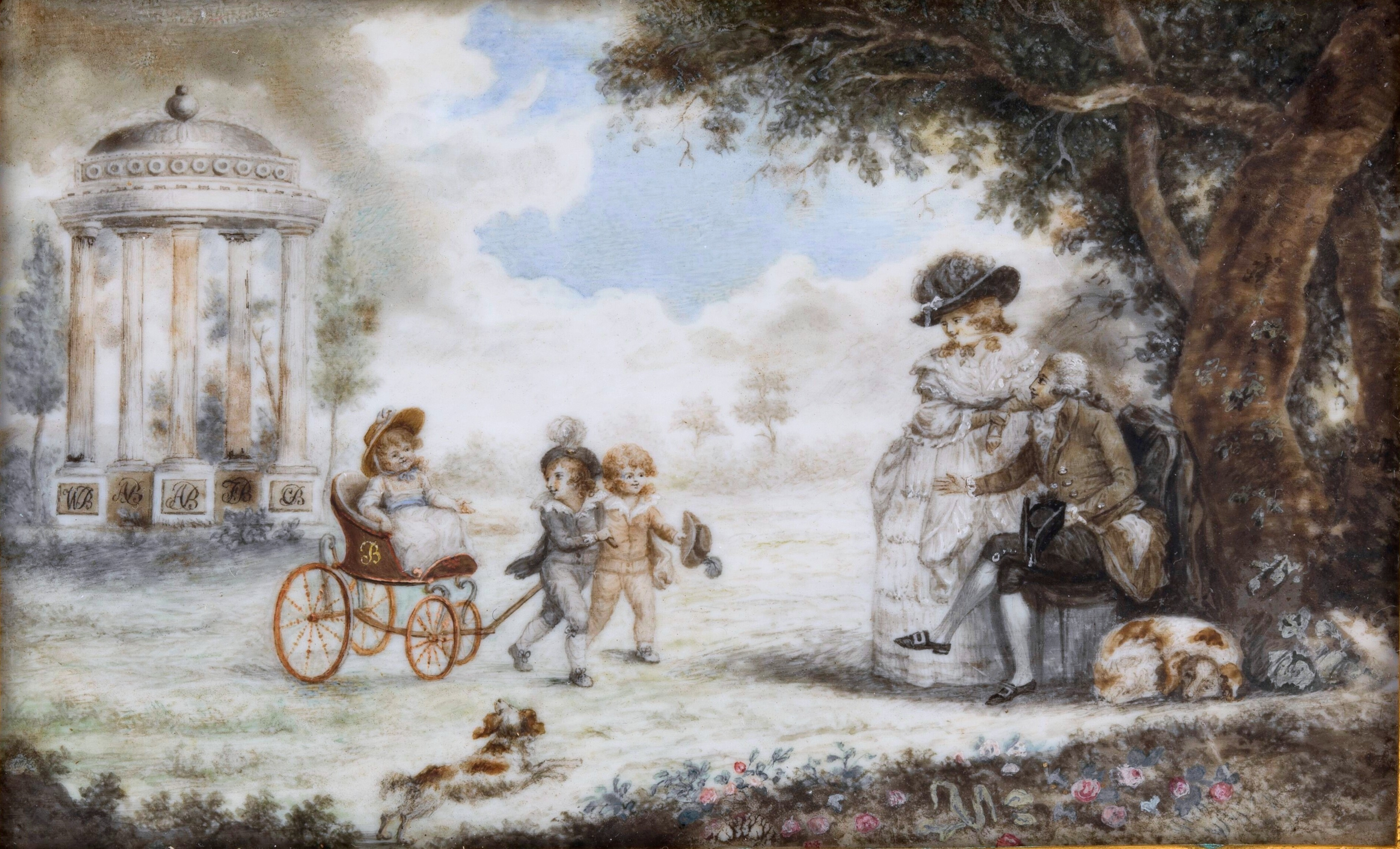
Branicki mit seiner Frau Alexandra und den Kindern Władysław, Aleksander und Katarzyna; Gouache und Bleistift auf Elfenbein, Nationalmuseum Warschau

Franciszek Ksawery Branicki (* um 1730; † 1819 in Biała Cerkiew) war ein polnischer Generaladjutant und Großhetman der polnischen Krone. Er ist auch unter dem Namen Franz Xaver Graf Branicki bekannt.

## Leben und Wirken
Branicki entstammte der Adelsfamilie der Korczak de Branicki. Er war ein Sohn von Peter Branicki und der Melania Teresa Szembek, die Kastellanin von Oświęcim. Er begann seine Karriere als Soldat im Siebenjährigen Krieg, zunächst in der russischen Reichsarmee und später in der französischen Armee. Er zeichnete sich 1758 in der Schlacht von Zorndorf aus, wo er eine Schwadron der russischen Kavallerie befehligte.
Er begab sich 1761 nach Petersburg, war dort mit Stanislaus Poniatowski befreundet, dem er das Leben rettete, und wurde nach dessen Thronbesteigung 1764 Generaladjutant und Krongroßjägermeister.
In Polen duellierte er sich 1766 mit dem Schriftsteller und Abenteurer Giacomo Casanova, beide waren durch die Intrige einer Sängerin miteinander in Streit geraten. Bei dem Pistolenduell wurde Branicki schwer verwundet. Casanova berichtete über diesen Streit in seinen Memoiren („Geschichte meines Lebens“) und verarbeitete das Ereignis in seiner im Jahr 1780 veröffentlichten Novelle „Das Duell oder Versuch über das Leben des Venezianers G. C.“
Branicki schloss sich 1767 der Konföderation von Radom an, um die von Bar zu bekämpfen. Obwohl ihm der König reiche Starosteien schenkte und ihn zum Krongroßfeldherrn ernannte, verband er sich mit Potjomkin gegen Stanislaus, bekämpfte die neue Verfassung und stiftete 1792 mit Potocki und Rzewuski die Konföderation von Targowica. Er verstarb 1819 in Bila Zerkwa bei Kiew. Der Großmarschall der Krone war mit Alexandra Baronesse Engelhardt, einer Nichte des Fürsten Potemkin verheiratet.  

## Nachkommen
- Jekaterina Branicka (1782–1820); I.⚭ Konstantin Sanguszko, II.⚭ Stanisław Potocki
- Alexander Branicki (1783–1798)
- Wladislaw Grzegorz Branicki (1783–1798); ⚭ Rose Stanislawowna Potocka
- Zofia Branicka (1790–1879); ⚭ Artur Potocki
- Jelisaweta Branicka (1792–1880); ⚭ Michail Semjonowitsch Woronzow